# Lloyd Metzler
Lloyd Appleton Metzler (3 de abril de 1913 - 26 de octubre de 1980) fue un economista keynesiano de origen estadounidense, conocido por sus contribuciones al comercio internacional. Hijo de profesores, nació en Lost Spring, Kansas en 1913. Se graduó en la Universidad de Harvard donde entabló amistad con Paul Samuelson y ejerció de profesor en la Universidad de Chicago. En 1950 fue operado de un tumor cerebral que no le impidió seguir de profesor hasta 1970. Su aportación a la economía es la paradoja de Metzler.